# Sud (Kameroen)
Sud (Nederlands: Zuid) is een regio in het zuidwesten van de West-Afrikaanse staat Kameroen. De regio met een oppervlakte van 47.000 vierkante kilometer telde in 2005 ongeveer 600.000 inwoners. De belangrijkste bevolkingsgroepen onder hen zijn die van deBeti-Pahuin. De belangrijkste economische activiteiten zijn de houtkap, mijnbouw, aardolieproductie voor de kust, landbouw, veeteelt en visvangst.

## Grenzen
Sud grenst in het zuiden aan drie buurlanden van Kameroen. Van west naar oost zijn dat Equatoriaal-Guinea, Gabon en de Republiek Congo. In het westen heeft Sud een kustlijn aan de Golf van Guinee. Verder grenst Sud aan de regio Littoral in het noordwesten, Centre in het noorden en Est in het oosten.

## Geschiedenis
Sud werd een zelfstandige regio op 22 augustus 1983 toen de voormalige provincie Centre-Sud werd opgedeeld in Centre en Sud.

## Departementen
De regio is verder verdeeld in vier departementen:
- Dja-et-Lobo
- Mvila
- Océan
- Vallée-du-Ntem

Adamaoua · Centre · Est · Extrême-Nord · Littoral · Nord · Nord-Ouest · Sud · Sud-Ouest · Ouest